# 185 pr. n. št.

## Rojstva
- Demetrij I. Soter, vladar Selevkidskega cesarstva († 150 pr. n. št.)
- Kleopatra II., kraljica Egipta († 116 pr. n. št.)

## Smrti
- Ankvenefer, nedinastični faraon Egipta (* ni znano)